# Hydrocotyle pseudosanicula
Hydrocotyle pseudosanicula är en växtart i släktet Hydrocotyle och familjen araliaväxter.
Arten förekommer i Laos och Vietnam. Den beskrevs av Henri de Boissieu 1909.